# Пасхаліс Цянгас

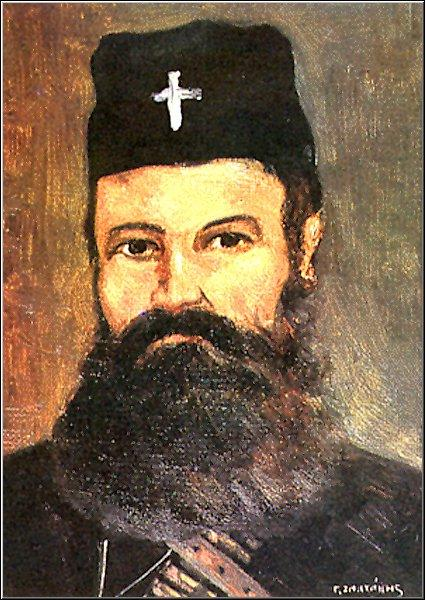
священник Пасхаліс Цянгас

Пасхаліс Α. Цянгас  (грец. Πασχάλης Τσιάγκας, 1873—1907) — перший грецький православний священник, який очолив партизанський загін і загиблий в роки боротьби за Македонію.

## Біографія
Пасхаліс Α. Цянгас народився в 1873 році в селі Сякавце, Центральна Македонія . Його батько, Андреас Цянгас, був македономахом, тобто борцем за возз'єднання Македонії з Грецією, і бився в партизанському загоні. Сам Пасхаліс завзято пручався тискам примкнути до Болгарської екзархії. В результаті екзархісти спалили його будинок, поранили його мати і змусили залишити рідне село. Пасхаліс знайшов притулок у Серре, де став парафіяльним священником церкви Святого Пантелеймона. Восени 1906 року, після смерті батька в бою з болгарськими четниками, Пасхаліс організував і очолив загін односельців, обравши для себе псевдонім капітан Андруцос, на честь героя Визвольної війни Греції 1821-1829 рр.. Одіссей Андруцос. На чолі загону, Пасхаліс діяв в регіонах Серре і Нижня Джумая.
Боротьба була на 2 фронти - проти турків і проти болгар. 24 лютого 1907 року загін був оточений в Нігославі османськими військами. Практично всі бійці загону і сам Пасхаліс Ціангас, загинули
.
Труп попа-командира Пасхаліса Цянгаса був розчленований .
Цянгас став першим священником, який очолив бойовий загін і загиблим в роки боротьби за Македонію. Надалі його приклад наслідували інші священники. Сьогодні його ім'ям названа одна з центральних вулиць міста Серре .